# Bóng rổ tại Đại hội Thể thao châu Á 1978
Bóng rổlà một trong 20 bộ môn thể thao tổ chức tại Đại hội Thể thao châu Á 1978 ở Bangkok, Thái Lan. Trung Quốc giành được vị trí thứ nhất bằng cách đánh bại Hàn Quốc trong vòng tranh giải vô địch. Bộ môn được tổ chức từ 9 đến 20 tháng 12 năm 1978.

## Tổng kết huy chương

### Bảng huy chương
| 1    | Trung Quốc (CHN)        | 1 | 1 | 0 | 2 |
| 1    | Hàn Quốc (KOR)          | 1 | 1 | 0 | 2 |
| 3    | Nhật Bản (JPN)          | 0 | 0 | 1 | 1 |
| 3    | CHDCND Triều Tiên (PRK) | 0 | 0 | 1 | 1 |
| Tổng | Tổng                    | 2 | 2 | 2 | 6 |

### Huy chương giành được
| Nội dung | Vàng             | Bạc              | Đồng                    |
| -------- | ---------------- | ---------------- | ----------------------- |
| Nam      | Trung Quốc (CHN) | Hàn Quốc (KOR)   | CHDCND Triều Tiên (PRK) |
| Nữ       | Hàn Quốc (KOR)   | Trung Quốc (CHN) | Nhật Bản (JPN)          |

## Kết quả

### Nam

#### Vòng loại

##### Bảng A
| Đội         | Pld | W | L |
| ----------- | --- | - | - |
| Hàn Quốc    | 4   | 4 | 0 |
| Philippines | 4   | 3 | 1 |
| Pakistan    | 4   | 2 | 2 |
| Ả Rập Xê Út | 4   | 1 | 3 |
| Bahrain     | 4   | 0 | 4 |

| 9 tháng 12 |  | Philippines | 85–79 | Pakistan |  | Sân vận động Nimibutr, National Sports Complex, Bangkok |

| 9 tháng 12 |  | Ả Rập Xê Út | 69–45 | Bahrain |  | Sân vận động Nimibutr, National Sports Complex, Bangkok |

| 10 tháng 12 |  | Hàn Quốc | 101–70 | Ả Rập Xê Út |  | Sân vận động Nimibutr, National Sports Complex, Bangkok |

| 10 tháng 12 |  | Philippines | 97–49 | Bahrain |  | Sân vận động Nimibutr, National Sports Complex, Bangkok |

| 11 tháng 12 |  | Pakistan | 86–74 | Bahrain |  | Sân vận động Nimibutr, National Sports Complex, Bangkok |

| 11 tháng 12 |  | Hàn Quốc | 95–78 | Philippines |  | Sân vận động Nimibutr, National Sports Complex, Bangkok |

| 12 tháng 12 |  | Philippines | 87–73 | Ả Rập Xê Út |  | Sân vận động Nimibutr, National Sports Complex, Bangkok |

| 12 tháng 12 |  | Hàn Quốc | 107–92 | Pakistan |  | Sân vận động Nimibutr, National Sports Complex, Bangkok |

| 13 tháng 12 |  | Pakistan | 80–57 | Ả Rập Xê Út |  | Sân vận động Nimibutr, National Sports Complex, Bangkok |

| 13 tháng 12 |  | Hàn Quốc | 124–53 | Bahrain |  | Sân vận động Nimibutr, National Sports Complex, Bangkok |

##### Bảng B
| Đội               | Pld | W | L |
| ----------------- | --- | - | - |
| CHDCND Triều Tiên | 4   | 4 | 0 |
| Nhật Bản          | 4   | 3 | 1 |
| Malaysia          | 4   | 2 | 2 |
| Hồng Kông         | 4   | 1 | 3 |
| Qatar             | 4   | 0 | 4 |

| 9 tháng 12 |  | Hồng Kông | 113–50 | Qatar |  | Sân vận động Nimibutr, National Sports Complex, Bangkok |

| 9 tháng 12 |  | Nhật Bản | 88–73 | Malaysia |  | Sân vận động Nimibutr, National Sports Complex, Bangkok |

| 10 tháng 12 |  | Nhật Bản | 149–40 | Qatar |  | Sân vận động Nimibutr, National Sports Complex, Bangkok |

| 10 tháng 12 |  | CHDCND Triều Tiên | 74–63 | Malaysia |  | Sân vận động Nimibutr, National Sports Complex, Bangkok |

| 11 tháng 12 |  | CHDCND Triều Tiên | 151–36 | Qatar |  | Sân vận động Nimibutr, National Sports Complex, Bangkok |

| 11 tháng 12 |  | Nhật Bản | 103–69 | Hồng Kông |  | Sân vận động Nimibutr, National Sports Complex, Bangkok |

| 12 tháng 12 |  | Malaysia | 114–76 | Hồng Kông |  | Sân vận động Nimibutr, National Sports Complex, Bangkok |

| 12 tháng 12 |  | CHDCND Triều Tiên | 100–75 | Nhật Bản |  | Sân vận động Nimibutr, National Sports Complex, Bangkok |

| 13 tháng 12 |  | CHDCND Triều Tiên | 100–77 | Hồng Kông |  | Sân vận động Nimibutr, National Sports Complex, Bangkok |

| 13 tháng 12 |  | Malaysia | 163–37 | Qatar |  | Sân vận động Nimibutr, National Sports Complex, Bangkok |

##### Bảng C
| Đội        | Pld | W | L |
| ---------- | --- | - | - |
| Trung Quốc | 3   | 3 | 0 |
| Thái Lan   | 3   | 2 | 1 |
| Iraq       | 3   | 1 | 2 |
| Kuwait     | 3   | 0 | 3 |

| 9 tháng 12 |  | Trung Quốc | 88–57 | Kuwait |  | Sân vận động Nimibutr, National Sports Complex, Bangkok |

| 10 tháng 12 |  | Iraq | –65 | Kuwait |  | Sân vận động Nimibutr, National Sports Complex, Bangkok |

| 11 tháng 12 |  | Trung Quốc | 104–40 | Iraq |  | Sân vận động Nimibutr, National Sports Complex, Bangkok |

| 11 tháng 12 |  | Thái Lan | vs. | Kuwait |  | Sân vận động Nimibutr, National Sports Complex, Bangkok |

| 12 tháng 12 |  | Thái Lan | 78–74 | Iraq |  | Sân vận động Nimibutr, National Sports Complex, Bangkok |

| 13 tháng 12 |  | Trung Quốc | vs. | Thái Lan |  | Sân vận động Nimibutr, National Sports Complex, Bangkok |

#### Consolation round

##### Bảng 7-14
| Đội         | Pld | W | L |
| ----------- | --- | - | - |
| Malaysia    | 7   | 6 | 1 |
| Pakistan    | 7   | 6 | 1 |
| Iraq        | 7   | 5 | 2 |
| Kuwait      | 7   | 4 | 3 |
| Hồng Kông   | 7   | 3 | 4 |
| Ả Rập Xê Út | 7   | 3 | 4 |
| Bahrain     | 7   | 1 | 6 |
| Qatar       | 7   | 0 | 7 |

| 14 tháng 12 |  | Kuwait | 112–33 | Qatar |  | Sân vận động Nimibutr, National Sports Complex, Bangkok |

| 14 tháng 12 |  | Malaysia | 101–88 | Pakistan |  | Sân vận động Nimibutr, National Sports Complex, Bangkok |

| 14 tháng 12 |  | Iraq | vs. | Hồng Kông |  | Sân vận động Nimibutr, National Sports Complex, Bangkok |

| 14 tháng 12 |  | Ả Rập Xê Út | vs. | Bahrain |  | Sân vận động Nimibutr, National Sports Complex, Bangkok |

| 15 tháng 12 |  | Iraq | 140–38 | Qatar |  | Sân vận động Nimibutr, National Sports Complex, Bangkok |

| 15 tháng 12 |  | Hồng Kông | 71–69 | Ả Rập Xê Út |  | Sân vận động Nimibutr, National Sports Complex, Bangkok |

| 15 tháng 12 |  | Pakistan | 82–80 | Kuwait |  | Sân vận động Nimibutr, National Sports Complex, Bangkok |

| 15 tháng 12 |  | Malaysia | vs. | Bahrain |  | Sân vận động Nimibutr, National Sports Complex, Bangkok |

| 16 tháng 12 |  | Hồng Kông | 101–64 | Bahrain |  | Sân vận động Nimibutr, National Sports Complex, Bangkok |

| 16 tháng 12 |  | Ả Rập Xê Út | 69–61 | Kuwait |  | Sân vận động Nimibutr, National Sports Complex, Bangkok |

| 16 tháng 12 |  | Pakistan | vs. | Iraq |  | Sân vận động Nimibutr, National Sports Complex, Bangkok |

| 16 tháng 12 |  | Malaysia | vs. | Qatar |  | Sân vận động Nimibutr, National Sports Complex, Bangkok |

| 17 tháng 12 |  | Kuwait | 91–77 | Hồng Kông |  | Sân vận động Nimibutr, National Sports Complex, Bangkok |

| 17 tháng 12 |  | Iraq | 93–52 | Bahrain |  | Sân vận động Nimibutr, National Sports Complex, Bangkok |

| 17 tháng 12 |  | Pakistan | vs. | Qatar |  | Sân vận động Nimibutr, National Sports Complex, Bangkok |

| 17 tháng 12 |  | Malaysia | 94–88 | Ả Rập Xê Út |  | Sân vận động Nimibutr, National Sports Complex, Bangkok |

| 18 tháng 12 |  | Malaysia | vs. | Iraq |  | Sân vận động Nimibutr, National Sports Complex, Bangkok |

| 18 tháng 12 |  | Hồng Kông | vs. | Qatar |  | Sân vận động Nimibutr, National Sports Complex, Bangkok |

| 18 tháng 12 |  | Pakistan | vs. | Ả Rập Xê Út |  | Sân vận động Nimibutr, National Sports Complex, Bangkok |

| 18 tháng 12 |  | Kuwait | vs. | Bahrain |  | Sân vận động Nimibutr, National Sports Complex, Bangkok |

| 19 tháng 12 |  | Kuwait | 66–65 | Malaysia |  | Sân vận động Nimibutr, National Sports Complex, Bangkok |

| 19 tháng 12 |  | Iraq | 89–64 | Ả Rập Xê Út |  | Sân vận động Nimibutr, National Sports Complex, Bangkok |

| 19 tháng 12 |  | Pakistan | vs. | Hồng Kông |  | Sân vận động Nimibutr, National Sports Complex, Bangkok |

| 19 tháng 12 |  | Bahrain | vs. | Qatar |  | Sân vận động Nimibutr, National Sports Complex, Bangkok |

| 20 tháng 12 |  | Malaysia | vs. | Hồng Kông |  | Sân vận động Nimibutr, National Sports Complex, Bangkok |

| 20 tháng 12 |  | Ả Rập Xê Út | vs. | Qatar |  | Sân vận động Nimibutr, National Sports Complex, Bangkok |

| 20 tháng 12 |  | Pakistan | vs. | Bahrain |  | Sân vận động Nimibutr, National Sports Complex, Bangkok |

| 20 tháng 12 |  | Iraq | vs. | Kuwait |  | Sân vận động Nimibutr, National Sports Complex, Bangkok |

#### Vòng cuối

##### Bảng cuối
| Đội               | Pld | W | L |
| ----------------- | --- | - | - |
| Trung Quốc        | 5   | 5 | 0 |
| Hàn Quốc          | 5   | 4 | 1 |
| CHDCND Triều Tiên | 5   | 3 | 2 |
| Nhật Bản          | 5   | 2 | 3 |
| Philippines       | 5   | 1 | 4 |
| Thái Lan          | 5   | 0 | 5 |

| 14 tháng 12 |  | Trung Quốc | 95–76 | Nhật Bản |  | Sân vận động Nimibutr, National Sports Complex, Bangkok |

| 14 tháng 12 |  | CHDCND Triều Tiên | vs. | Thái Lan |  | Sân vận động Nimibutr, National Sports Complex, Bangkok |

| 14 tháng 12 |  | Hàn Quốc | 95–78 | Philippines |  | Sân vận động Nimibutr, National Sports Complex, Bangkok |

| 15 tháng 12 |  | CHDCND Triều Tiên | 86–71 | Philippines |  | Sân vận động Nimibutr, National Sports Complex, Bangkok |

| 15 tháng 12 |  | Hàn Quốc | 85–76 | Nhật Bản |  | Sân vận động Nimibutr, National Sports Complex, Bangkok |

| 15 tháng 12 |  | Trung Quốc | vs. | Thái Lan |  | Sân vận động Nimibutr, National Sports Complex, Bangkok |

| 16 tháng 12 |  | Hàn Quốc | 51–37 | CHDCND Triều Tiên |  | Sân vận động Nimibutr, National Sports Complex, Bangkok |

| 16 tháng 12 |  | Nhật Bản | 92–68 | Thái Lan |  | Sân vận động Nimibutr, National Sports Complex, Bangkok |

| 16 tháng 12 |  | Trung Quốc | vs. | Philippines |  | Sân vận động Nimibutr, National Sports Complex, Bangkok |

| 18 tháng 12 |  | Hàn Quốc | 108–66 | Thái Lan |  | Sân vận động Nimibutr, National Sports Complex, Bangkok |

| 18 tháng 12 |  | Nhật Bản | vs. | Philippines |  | Sân vận động Nimibutr, National Sports Complex, Bangkok |

| 18 tháng 12 |  | Trung Quốc | vs. | CHDCND Triều Tiên |  | Sân vận động Nimibutr, National Sports Complex, Bangkok |

| 19 tháng 12 |  | Philippines | vs. | Thái Lan |  | Sân vận động Nimibutr, National Sports Complex, Bangkok |

| 19 tháng 12 |  | CHDCND Triều Tiên | 100–75 | Nhật Bản |  | Sân vận động Nimibutr, National Sports Complex, Bangkok |

| 19 tháng 12 |  | Trung Quốc | 91–71 | Hàn Quốc |  | Sân vận động Nimibutr, National Sports Complex, Bangkok |

#### Vòng loại cuối
| Hạng | Đội               |
| ---- | ----------------- |
|      | Trung Quốc        |
|      | Hàn Quốc          |
|      | CHDCND Triều Tiên |
| 4    | Nhật Bản          |
| 5    | Philippines       |
| 6    | Thái Lan          |
| 7    | Malaysia          |
| 8    | Pakistan          |
| 9    | Iraq              |
| 10   | Kuwait            |
| 11   | Hồng Kông         |
| 12   | Ả Rập Xê Út       |
| 13   | Bahrain           |
| 14   | Qatar             |

### Nữ

#### Vòng loại
| Đội        | Pld | W | L |
| ---------- | --- | - | - |
| Hàn Quốc   | 4   | 4 | 0 |
| Trung Quốc | 4   | 3 | 1 |
| Nhật Bản   | 4   | 2 | 2 |
| Thái Lan   | 4   | 1 | 3 |
| Malaysia   | 4   | 0 | 4 |

| 10 tháng 12 |  | Thái Lan | 61–53 | Malaysia |  | Sân vận động Nimibutr, National Sports Complex, Bangkok |

| 11 tháng 12 |  | Trung Quốc | 67–49 | Nhật Bản |  | Sân vận động Nimibutr, National Sports Complex, Bangkok |

| 12 tháng 12 |  | Hàn Quốc | 108–20 | Malaysia |  | Sân vận động Nimibutr, National Sports Complex, Bangkok |

| 13 tháng 12 |  | Trung Quốc | 123–52 | Thái Lan |  | Sân vận động Nimibutr, National Sports Complex, Bangkok |

| 14 tháng 12 |  | Hàn Quốc | 63–48 | Nhật Bản |  | Sân vận động Nimibutr, National Sports Complex, Bangkok |

| 15 tháng 12 |  | Trung Quốc | vs. | Malaysia |  | Sân vận động Nimibutr, National Sports Complex, Bangkok |

| 16 tháng 12 |  | Hàn Quốc | 97–49 | Thái Lan |  | Sân vận động Nimibutr, National Sports Complex, Bangkok |

| 17 tháng 12 |  | Nhật Bản | 85–29 | Malaysia |  | Sân vận động Nimibutr, National Sports Complex, Bangkok |

| 18 tháng 12 |  | Nhật Bản | vs. | Thái Lan |  | Sân vận động Nimibutr, National Sports Complex, Bangkok |

| 19 tháng 12 |  | Hàn Quốc | 77–68 | Trung Quốc |  | Sân vận động Nimibutr, National Sports Complex, Bangkok |

#### Thứ hạng cuối cùng
| Hạng | Đội        |
| ---- | ---------- |
|      | Hàn Quốc   |
|      | Trung Quốc |
|      | Nhật Bản   |
| 4    | Thái Lan   |
| 5    | Malaysia   |